# Malo Mlačevo
Malo Mlačevo is een plaats in Slovenië en maakt deel uit van de gemeente Grosuplje in de NUTS-3-regio Osrednjeslovenska. De plaats telde 237 inwoners op 1 januari 2020.